# Kamienica przy ul. Jagiellońskiej 2 w Sanoku
Kamienica przy ul. Jagiellońskiej 2 w Sanoku – budynek położony w Sanoku.
Kamienica jest umiejscowiona w centralnej części miasta, u zbiegu dwóch głównych arterii dzielnicy Śródmieście – ulicy Jagiellońskiej (elewacja wschodnia budynku) i ulicy Tadeusza Kościuszki (elewacja północna). 
Została wybudowana w XIX wieku. Posiada dwie kondygnacje. Początkowo figurowała pod numerem konskrypcyjnym 56, a potem pod adresem ul. Jagiellońskiej 2.
W pierwszej połowie XX wieku właścicielem kamienicy był Nuchim Rosenberg. Wówczas w całym obiekcie było wydzielone cztery lokale z przeznaczeniem na działalność handlową i magazynową, 11 pokoi oraz 3 kuchnie. W jednym z pomieszczeń zamieszkiwał Mendel Muschel, który prowadził tamże punkt handlowy sprzedając książki oraz punkt drukarki, gdzie od 1910 wydawał czasopismo pod nazwą „Volksfreund” (pol. „Przyjaciel Ludu”). Ponadto w tym czasie w tym budynku działał sklep „Bazar Wiedeński Jakoba Laufera”.
Do 1939 pod adresem ul. Jagiellońskiej 2 był przypisany adwokat dr Herman Flam.
W czasie II wojny światowej budynek należał do Hasenlaufa (w tym czasie w najmowanym mieszkaniu na piętrze kamienicy zamieszkiwała rodzina Kosinów, w tym Jan Maciej i jego żona Paulina). Podczas okupacji niemieckiej w pomieszczeniach parterowych funkcjonował sklep mięsny pod nazwą Deutsche Fleischerei. Andreas Penninger.
W okresie PRL w budynku przy ówczesnej ulicy Karola Świerczewskiego działał sklep Pewex, a także apteka, w której witrynie wystawowej (od strony południowej) istniała gablota informacyjna klubu sportowego Stal Sanok.
W latach 90. w parterowej powierzchni byłego Pewexu działał sklep obuwniczy i odzieżowy, a na przełomie 2000/2001 lokal tenże był wystawiany do wydzierżawienia w trzech przetargach, po których pozostał dotychczasowy najemca (powierzchnia parterowa wynosiła niespełna 192 m² oraz piwnica o pow. 42 m²).
W 2005 zostały odnowione elewacje zewnętrzne budynku.
W kondygnacji parterowej budynku do przełomu 2019/2020 prowadzono sklep. Na drugiej kondygnacji istnieją mieszkania.
Budynek został wpisany do gminnej ewidencji zabytków Sanoka, opublikowanej w 2015.